# 本庄優花
本庄 優花（ほんじょう ゆうか、1982年7月31日 - ）は、日本の元AV女優。
身長:157cm。スリーサイズ:B86(F)・W60・H87cm。

## 略歴
- 2013年12月に熟女系としてデビューする。（所属事務所はアースプロモーション）
- 2014年7月1日の公式ブログ（引退後に閉鎖）で、7月いっぱいで引退することを発表。
- 2016年 復帰。ロータスグループ再編に伴い[リズムプロモーション]に所属。
- 自身の37歳の誕生日である2020年7月31日に引退。

## 出演作品

### アダルトDVD
2013年
- 完全シロウト、応募人妻。 旦那とのハメ撮りだけじゃ物足りず、AV会社に応募してきた美人奥さんに露出させたら、変態覚醒が起きて、涙を流しながら「おち●ちん下さい」まで言う変態淫語奥さんになった。（12月11日、PRESTIGE）※「優花」名義

2014年
- 31歳だけどAV女優になっていいですか? 名古屋で見つけた淫乱妻がAV出演（1月23日、AROUND）
- 義父に恋した人妻が裸の告白! 「抱いてくれませんか…」夫に内緒で禁断生相姦! VOL.1（1月23日、コスモ映像）※「かおり」名義
- アラサーOLナンパ中出し in 働くいいオンナの街・有楽町（2月10日、ホットエンターテイメント）
- 素人四畳半生中出し 人妻 ゆうか 29歳 真白きしなやかな肢体のマゾ若妻（3月1日、プラム）※「ゆうか」名義
- 上司にバレないように早朝・白昼・深夜と自宅で奥さんを犯し続けた俺（3月6日、AKNR）
- 契約結婚いいなりSEX!! いびつな結婚生活絶対服従セックス奴隷調教濃厚生中出し（3月13日、セレブの友）
- 人妻の色香 後ろから見ちゃイヤ…もうおかしくなっちゃう〜 面接でいきなり太モモを揉まれ、無理やりパンツを脱がされて…。（4月2日（レンタル）/7月25日（セル）、アテナ映像）
- 「…あれ?もしかして、僕のチ●コ狙われてます…?」 シェアハウスに入ってみると、下着姿で歩き回る野生の肉食お姉さんだらけで男は僕1人!「ワケアリ」シェアハウスで犯され放題の僕。（4月11日、MAGIC）
- ミセスハント No.2 二子玉川&大●商店街vs.銀座の奥さんナンパ（5月7日、桃太郎映像出版）
- 猥褻便所 in Tokyo（5月9日、ワープエンタテインメント）
- 下着泥棒に犯された欲求不満なランジェリー妻（5月13日、MUTTURi）
- 彼女の母（5月15日、センタービレッジ）
- 夫一途な妻初めての他人棒（5月25日、ながえSTYLE）
- エロい腰遣いで自らのマンコの奥の奥を刺激する抜き挿し丸見え潮吹きディルドオナニー!（5月25日、セレブの友）
- 私、実は夫の上司に犯され続けてます…（6月13日、溜池ゴロー）
- 女医 in… ［脅迫スイートルーム］ Doctor Yuuka（30）（7月5日、ドリームチケット）
- ビジネスホテルのマッサージ師の胸チラで股間が反応してしまった俺 3（7月24日、AKNR）
- 魅惑の乳首快感エステサロン 〜美熟女エステティシャン達による極上ニップルセラピー〜（7月25日、NIPPLE FSTHE）
- 緊縛女囚拷問刑務所 7 呪われた血を持つ女 〜大物公人汚職事件緊縛拘束絶叫電流拷問アクメ実弟近親相姦生中出し（7月25日、セレブの友）
- 調教志願の人妻 奈落の肉奴隷 2（8月1日、中嶋興業）
- お母さんの玩具になった僕 妖艶美義母の華麗なる淫行!（8月7日、ルビー）
- 催眠団地 -調布市仙●町-（8月15日、催眠研究所）
- 夫は知らない… 汗臭い肉棒に酔いしれる妻（8月25日、ながえSTYLE）
- 人妻たちの告白（8月25日、豊彦）※「園田詩織」名義
- 自慰快楽パラノイド 9（8月25日、セレブの友）
- 露出人妻リアル（9月5日、ヤブサメ）※「YUKA」名義
- 夫は知っている… 妻の不倫セックス（9月25日、ながえSTYLE）
- 避暑地の別荘でハメを外しているセレブ若妻に青姦中出しナンパ!!（10月3日、ドッグイア）
- 人妻たちのふしだらな下半身3本立て 浮気と不倫と近親相姦（10月9日、HIBINO）
- 催眠素顔 11（10月15日、催眠研究所）
- 熟女はスケベな夢を見る。 〜五十路に教わるレズの味〜（11月1日、U&K）

2016年
- 母乳速報!! vol.4 表皮が薄い美肌女優がママになってAV復活！！（4月19日、OPPAI）
- 人妻母乳女上司 (6月7日、マドンナ)
- マゾ乳 生中出し (8月25日、ゲインコーポレーション)
- W脅迫スイートルーム 秘書＆女医 in… (9月1日、ドリームチケット)  ※「AV OPEN 2016」ハード部門 エントリー作品
- マゾ変態母乳 (9月1日、豊彦）※「園田詩織」名義、「AV OPEN 2016」素人部門 エントリー作品
- ネトラレーゼ 産後の妻が育児サークルに来たイクメンパパに寝盗られた話し (9月22日、タカラ映像)
- 女子社員のドデカップ胸チラに興奮しちゃった俺 (11月10日、アキノリ)
- W脅迫スイートルーム Episode 1.5 女医＆秘書in… (12月2日、ドリームチケット)
- 上司と部下の妻 9  ～あなた、許して・・～ (12月25日、ながえSTYLE)

2017年
- 男根に堕ちた三十路妻 (1月1日、プラネットプラス)
- 隠れて兄嫁を寝取った結果…興奮した兄嫁がおかわりセックスを求め強制的に中出しさせられた! (2月10日、プレステージ)
- 兄嫁 (2月10日、なでしこ)
- 子育てが一段落した時間を持て余す人妻たちはスポーツがお好き! ムチムチレギンスのデカ尻に欲情した若い男がチ○ポ擦りつけると忘れかけていた雌の本能が覚醒! 火照って敏感になったカラダで汗だくになりながら何度も仰け反り絶頂!（2月10日、V&R PRODUCE）
- モンスターペアレントに逆襲する新任女教師 (3月1日、U&K)
- 「俺の妻を寝とってくれないか?」 (3月25日、h.m.p)
- 母親になっても女・・ 欲求不満育児妻（3月25日、ながえスタイル）
- 汚部屋レズ ～だらしない女と潔癖女～（4月1日、U&K）
- 奥さん、顔騎してもらえませんか?（4月25日、煩悩組/妄想族）
- 子作りに積極的なデカ尻義母の卑猥なフェラ尻に息子の理性は崩壊! 暴発して熟睡している父の横で愛液溢れる義母マ○コに即ハメ生挿入! 欲求不満なカラダは息子の激ピストンで何度も悶絶絶頂! 父に代わって着床するまで何度も中出し!（6月9日、V&R PRODUCE）
- AV女優 裸コレクション 第五弾（6月9日、V&R PRODUCE）
- レズビアンストーカー ～巨乳生保レディを付け狙うバツイチ熟女～（8月1日、U&K）
- 入浴中にコッソリ着替えを隠された! タオル1枚でカラダを必死に隠しながらもマ○コ丸見えな無防備義姉を見て欲情した弟は抑えがきかず尻肉鷲掴みで即ハメ! 親に隠れて何度も膣奥中出し! 2（8月11日、V&R PRODUCE）
- 夫たちは知らない 禁断レズビアン ～嫁と義理の母～（9月1日、ながえスタイル） ※「AV OPEN 2017」ドラマ部門エントリー作品
- 奴隷色の美姉妹（9月7日、アタッカーズ）
- 淫舌絡み愛レズ（10月1日、U&K）
- レンタル妻8 他人に吸い尽くされた母乳（10月13日、ながえスタイル）
- 絶望から幸せを願って（11月1日、アタッカーズ）
- 隣のセーラー服奥様（12月7日、ルビー）
- はだかの奥様（12月19日、KSB企画/エマニエル）

2018年
- 息子の嫁（1月1日、プラネットプラス/七狗留）
- ヘンリー塚本 のぞきスワップ（2月13日、FAプロ）
- 婦人会長の嫁が近所の酔いどれ中年男のデカチンでめろめろにされました…（3月13日、JET映像/卍GROUP）
- 不謹慎すぎる接吻 夫がいるのにもかかわらず あぁ～なんてことを・・（4月13日、ながえスタイル）
- ホームステイでやってきた黒人のデカマラに発情した母娘（7月5日、グローリークエスト）
- 魔性の女と恋におちて! ～セックスに飢えた人妻がたどり着いたレズの巣窟シェアハウス～（7月13日、U&K）

2019年
- ながえSTYLE厳選女優 もっとも売り上げたながえSTYLEナンバーワン女優 本庄優花 永久保存版（6月25日、ながえスタイル）※単体ベスト
- まるまる! 本庄優花（10月25日、Nadeshiko）※単体ベスト